# Джунь В'ячеслав Васильович
Джунь В'ячеслав Васильович (*25 грудня 1952, Дніпропетровськ, УРСР) — суддя Конституційного Суду України у відставці, доктор юридичних наук.

## Біографія
Народився 25 грудня 1952 року в місті Дніпропетровську. Трудову діяльність розпочав у 1970 році. Проходив строкову військову службу.
У 1979 році закінчив юридичний факультет Київського державного університету імені Т.Г.Шевченка. Працював державним нотаріусом, юрисконсультом Київського дослідно-експериментального заводу нестандартного устаткування.
У 1990—1992 роках обіймав посади помічника Головного держарбітра УРСР, начальника відділу Державного арбітражу УРСР.
З 1992 року — арбітр, суддя Вищого арбітражного суду України.
У період з 2001 по 2006 рік — суддя Вищого господарського суду України.
У листопаді 2005 року VII з'їздом суддів України призначений суддею Конституційного Суду України. Присягу склав 4 серпня 2006 року.
2 вересня 2010 року Конституційний суд зупинив його повноваження.

## Нагороди
- Заслужений юрист України (2000)[1]